# Gainsbourg (vie héroïque)
Gainsbourg (vie héroïque) è un film del 2010 diretto da Joann Sfar.
Il soggetto è tratto da una graphic novel dello stesso Sfar, sulla vita del celebre cantante Serge Gainsbourg.

## Riconoscimenti
- Il film si aggiudica 3 Premi César 2011: miglior attore (Éric Elmosnino), miglior sonoro, migliore opera prima
- Per il ruolo di Fréhel, Yolande Moreau viene candidata al Premio Magritte del 2011 come miglior attrice non protagonista.